# قلعه یاماساکی (ولایت هاریما)
قلعه یاماساکی (به ژاپنی: 山崎城 やまさきじょう)، یک قلعه ژاپنی بود که در یاماساکی، هیوگو، ناحیه شیسو، هیوگو، امروزه در استان هیوگو در ژاپن واقع شده بود. این قلعه ابتدا به خاندان آکاماتسو تعلق داشت. 